# Морано-Калабро
Морано-Калабро (итал. Morano Calabro) — коммуна в Италии, располагается в регионе Калабрия, подчиняется административному центру Козенца.
Население составляет 4963 человека, плотность населения составляет 44 чел./км². Занимает площадь 112 км². Почтовый индекс — 87016. Телефонный код — 0981.